# Giluhepa
Giluhepa, Kirgipa (XIV wiek p.n.e.) – jedna z kilku pochodzących z Bliskiego Wschodu żon faraona Amenhotepa III.
Córka króla Mitanni Szuttarny II, siostra Tuszratty.
Druga z trzech Mitannijek dynastycznego pochodzenia, które poślubiły egipskich władców w wyniku układów dyplomatycznych. Pierwszą była nieznana z imienia ciotka Giluhepy, która poślubiła Totmesa IV, zaś trzecią i ostatnią jej bratanica Taduhepa, która wyszła za Amenhotepa III pod koniec jego panowania, prawdopodobnie już po śmierci Giluhepy.
Do małżeństwa Giluhepy z faraonem doszło w 10. roku jego panowania, o czym informują znane z kilku egzemplarzy tzw. skarabeusze Kirgipy. Skarabeusze, nazywane od egipskiego zapisu hetyckiego imienia królewny, różnią się nieznacznie redakcją tekstu. Giluhepa wymieniana jest również w korespondencji dyplomatycznej Tuszratty z Amenhotepem, odkrytej w archiwum w Tell El-Amarna.
Giluhepa nie nosiła tytułu królowej, zarezerwowanego dla Wielkiej Małżonki Królewskiej Amenhotepa, Teje. Wraz z innymi cudzoziemskimi księżniczkami, które również są wymieniane w listach z Tell El-Amarna, m.in. siostrą i córką babilońskiego władcy Kadaszman-Enlila I, była jedynie drugorzędną małżonką farona.
Nie jest znane ewentualne potomstwo pochodzące ze związku Giluhepy z Amenhotepem.
Mitannijska żona faraona zmarła prawdopodobnie przed 35. rokiem jego panowania. W tymże roku Amenhotep III ponownie nawiązał sojusz polityczny z bratem Giluhepy, przypieczętowując go małżeństwem dynastycznym. Faraon poślubił kolejną królewnę mitannijską, tym razem córkę Tuszratty i bratanicę poprzedniej żony.
Miejsce pochówku Giluhepy nie jest znane.